# Karel Nedvěd
Karel Nedvěd (fl. XX secolo) è stato un ostacolista boemo. Partecipò alla gara dei 400 metri ostacoli alle Olimpiadi 1900 di Parigi, in cui fu eliminato in batteria.